# Moraya Wilson
Moraya Wilson (Melbourne, 10 de septiembre de 2001) es una modelo y reina de belleza australiana, ganadora del concurso Miss Universo Australia 2023 y representó a Australia en el Miss Universo 2023 en San Salvador, El Salvador, donde quedó como segunda finalista.

## Biografía
Wilson nació en Melbourne. Comenzó a trabajar en Caulfield Grammar School como entrenadora deportiva en tres disciplinas: atletismo, cross country y deportes de nieve. Wilson se graduará de la Universidad RMIT con una licenciatura en marketing empresarial.

## Concursos de belleza

### Miss Universo Australia 2023
El 1 de septiembre de 2023, Wilson compitió contra otras 24 finalistas de Miss Universo Australia 2023 en el Sofitel Melbourne en Collins en Melbourne, donde ganó el título y fue reemplazada por Monique Riley.

### Miss Universo 2023
El 18 de noviembre de 2023, Wilson representó a Australia en Miss Universo 2023 en San Salvador, El Salvador. Clasificando entre las 20 semifinalistas del certamen, posteriormente se hizo de un lugar en el Top 10 de la competencia. Asimismo, clasificó en el top 5. En ese mismo certamen clasificó al top 3, fue la segunda seleccionada. Fue nombrada segunda finalista. 